# Sally Lunn bun

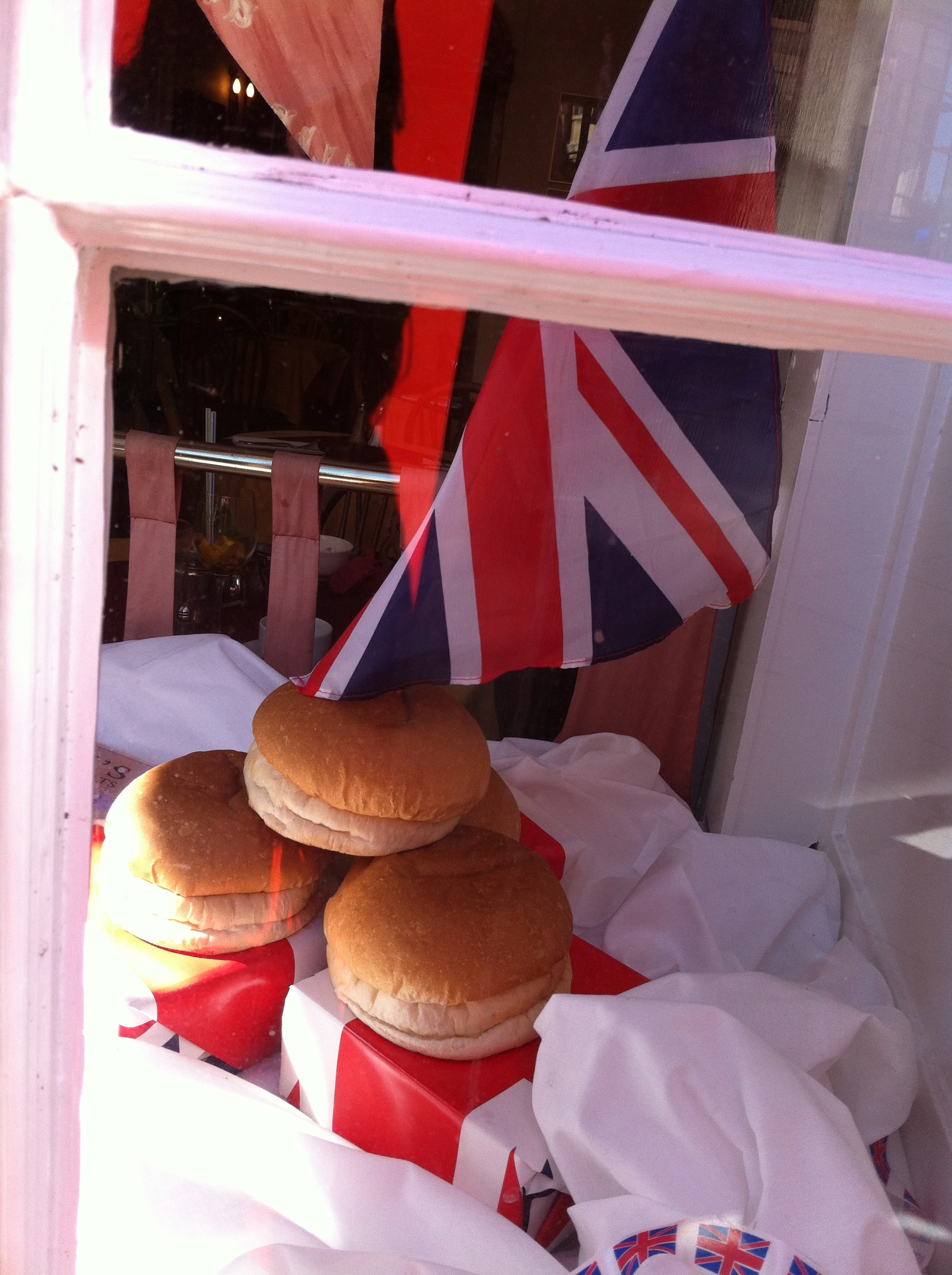
Sally Lunn buns

Sally Lunn bun ist ein reichhaltiges Gebäck, hergestellt aus Hefe, Eiern, Milch, Weizenmehl, Butter und etwas Zucker, ähnlich wie Brioche. Sally Lunn ist in England, Kanada und Neuseeland beliebt. Oft in der Form von Brötchen (engl. bun) gebacken, wird es heiß als Teekuchen mit Butter und Marmelade serviert oder mit der Gabel zerteilt und geröstet. In den Vereinigten Staaten gibt es Sally Lunn in vielen Variationen: mit Hefe oder Backpulver in Kasten-, Ring-, Gugelhupf- oder Muffinsformen gebacken. 

## Geschichte
Die Herkunft von Sally Lunn wird im englischen Bath um 1670 vermutet, als man begann, Brötchen mit Gewürzen und Zitrone zu verfeinern, während Sally Lunn ein einfaches Gebäck blieb, das man zum Morgenkaffee aß. Der Legende zufolge kommt der Name von einer nach England geflüchteten Hugenottin gleichen Namens, die Brötchen auf der Straße direkt aus ihrem Korb verkaufte.